# هاري مورتون
هاري مورتون (بالإنجليزية: Harry Morton)‏ (9 يناير 1909 بشاديرتون في المملكة المتحدة - 4 أبريل 1974 بشاديرتون في المملكة المتحدة) هو لاعب كرة قدم بريطاني (وحمل سابقاً جنسية المملكة المتحدة لبريطانيا العظمى وأيرلندا) في مركز حراسة المرمى. لعب مع أستون فيلا ونادي إيفرتون ونادي بيرنلي.

## وصلات خارجية
- هاري مورتون على موقع قاعدة بيانات كرة القدم.إي يو (الإنجليزية)
- هاري مورتون على موقع عالم كرة القدم.نت (الإنجليزية)